# Sargas
Sargas (θ Sco / θ Scorpii / Theta Scorpii), conosciuta anche come Girtab, è una stella della costellazione dello Scorpione. Si ritiene che entrambi i nomi propri siano di origine sumerica. Sargas brilla alla magnitudine apparente di +1,86, il che ne fa la trentottesima stella più brillante dell'intera volta celeste. Con una declinazione di -42°, è la stella brillante posta più a sud della costellazione dello Scorpione, nel punto il cui la coda fa il suo arco. Sargas è visibile in tutto l'emisfero australe, mentre nell'emisfero boreale è invisibile nelle regioni più a nord del 48º parallelo, il che esclude buona parte del Canada e l'intero nord Europa. Sargas dista 270 anni luce dalla Terra.

## Caratteristiche fisiche
Sargas è una stella gigante brillante di classe spettrale F1. La sua temperatura superficiale di 7.200 K le dona un colore giallo-bianco. Dalla luminosità apparente e dalla distanza si può inferire la luminosità intrinseca di questa stella, che risulta essere cospicua, come ci si aspetta da una gigante: 960 L☉. Dalla temperatura superficiale e dalla luminosità intrinseca si ricava il raggio di Sargas, che risulta essere venti volte quello del Sole. Pur essendo la velocità di rotazione di Sargas molto elevata (105 km/s, cioè circa 20 volte quella del Sole), le dimensioni della stella fanno sì che il periodo di rotazione non sia troppo minore di quello solare: 10 giorni contro i 27 della nostra stella.
La teoria dell'evoluzione stellare predice che Sargas abbia una massa 3,7 volte quella del Sole. Essa ha cominciato la sua esistenza come una stella blu di classe spettrale B, mentre ora, uscita dalla sequenza principale, sta percorrendo il ramo delle giganti brillanti del diagramma H-R: il suo nucleo inerte di elio si sta contraendo e scaldando; questo aumento di temperatura sta facendo espandere e raffreddare gli strati più esterni della stella che sono destinati ad assumere prima un colore sempre più giallo, poi un colore arancio e infine un colore rosso. Entro un milione di anni, Sargas diventerà una gigante rossa. A quel punto il suo nucleo sarà sufficientemente caldo e denso per innescare il flash dell'elio. Il suo destino finale è quello di diventare una nana bianca al carbonio-ossigeno.